# Caesiumdithionat
Caesiumdithionat ist eine anorganische Verbindung aus der Gruppe der Dithionate.

## Gewinnung und Darstellung
Caesiumdithionat kann durch Mischen von äquivalenten gelösten Mengen von Bariumdithionat und Caesiumsulfat erhalten werden.

## Eigenschaften
Caesiumdithionat kristallisiert im hexagonalen Kristallsystem in der Raumgruppe P63mc (Raumgruppen-Nr. 186) mit den Gitterparametern a = 6,357 Å und c = 11,539 Å sowie 2 Formeleinheiten pro Elementarzelle. Es weist einen pyroelektrischen und einen piezoelektrischen Effekt auf. Der piezoelektrische Effekt bei Raumtemperatur weist eine mittlere Stärke auf. Caesiumdithionat zersetzt sich ab 250 °C teilweise. Ab etwa 300 °C zerfällt es vollständig und bildet unter Freisetzung von Schwefeldioxid Caesiumsulfat.